# Fantastyczna Czwórka (serial animowany 2006)
Fantastyczna Czwórka (oryg. Fantastic Four: World’s Greatest Heroes) – amerykańsko-kanadyjsko-francuski superbohaterski serial animowany z 2006 roku na podstawie serii komiksów o grupie superbohaterów o tej samej nazwie wydawnictwa Marvel Comics. W oryginalnej wersji językowej głównym postaciom głosów użyczyli: Hiro Kanagawa, Lara Gilchrist, Christopher Jacot i Brian Dobson.
Fantastyczna Czwórka zadebiutowała 2 września 2006 roku w Stanach Zjednoczonych na antenie Cartoon Network. Serial został zakończony po pierwszej serii. 25 lutego 2010 roku wyemitowano na Nicktoons ostatni, dwudziesty szósty odcinek serialu. W Polsce emitowany był na kanale na kanale Cartoon Network Polska.

## Obsada

### Główne role
- Hiro Kanagawa jako Reed Richards / Mister Fantastic[1][2]
- Lara Gilchrist jako Susan Storm / The Invisible Woman[1][2]
- Christopher Jacot jako Johnny Storm / The Human Torch[1][2]
- Brian Dobson jako Ben Grimm / The Thing[1][2]

### Role drugoplanowe
- Michael Dobson jako Ronan the Accuser i pan Bonner-Davis[1]
- Sam Vincent jako H.E.R.B.I.E.[2], Trapster, Peter Parker[1]
- Paul Dobson jako Victor Von Doom / Doctor Doom i Mole Man[1][2]
- Sunita Prasad jako Alicia Masters[1][2]

### Role gościnne
- John Novak jako Supreme Intelligence[1]
- Laura Drummond jako Courtney Bonner-Davis[1][2]
- John Payne jako Hank Pym / Ant-Man[1]
- Brian Drummond jako Pratt[1]
- Andrew Kavadas jako Bruce Banner[1]
- Mark Gibbon jako Hulk[1]
- Mark Oliver jako Kl’rt[1]
- Colin Murdock jako Willie Lumpkin[1]
- Rowena Baret jako Frankie[1]
- Alvin Sanders jako Phillip Master / Puppet Master[1][2]
- Michael Adamthwaite jako Namor[1]
- Don Brown jako Henry Peter Gyrich[1]
- Terry Klassen jako Impossible Man[1]
- Venus Terzo jako Lucia von Bardas[1]
- Peter New jako Rupert the Geek[1]
- Rebecca Shoichet jako Jennifer Walters / She-Hulk[1]
- David Kaye jako Tony Stark / Iron Man[1]
- Scott McNeil jako Annihilus[1]
- Jonathan Holmes jako Wizard[1]
- Trevor Devall jako Diablo[1]
- Lee Tockar jako Terminus[1]

## Emisja i wydanie
Serial Fantastyczna Czwórka zadebiutował 2 września 2006 roku w Stanach Zjednoczonych na antenie Cartoon Network. Stacja emitowała go do 2007 roku, następnie został w 2008 roku przeniesiony na kanał Boomerang. Od 2009 roku serial wyemitowano od początku na Nicktoons razem z wcześniej niepokazanymi odcinkami. Serial został zakończony po pierwszej serii. 25 lutego 2010 roku wyemitowano na Nicktoons ostatni, dwudziesty szósty odcinek serialu. W Polsce serial emitowany był na kanale Cartoon Network Polska.
Serial został wydany 10 czerwca 2008 roku na DVD w Stanach Zjednoczonych przez Fox Home Entertainment. Od 12 listopada 2019 roku Fantastyczna Czwórka jest jednym z seriali dostępnych na Disney+ w Stanach Zjednoczonych i w innych krajach, gdzie serwis jest dostępny.

## Lista odcinków
| Nr | Tytuł                               | Reżyseria     | Scenariusz                   | Premiera (Cartoon Network / Boomerang / Nicktoons) |
| -- | ----------------------------------- | ------------- | ---------------------------- | -------------------------------------------------- |
| 1  | Trial by Fire                       | Franck Michel | Bob Forward                  | 2 września 2006                                    |
| 2  | Doomed                              | Franck Michel | Rob Loos, George Taweel      | 9 września 2006                                    |
| 3  | Doomsday                            | Franck Michel | Christopher Yost             | 16 września 2006                                   |
| 4  | Hard Knocks                         | Franck Michel | Joshua Fine                  | 23 września 2006                                   |
| 5  | My Neighbor Was a Skrull            | Franck Michel | Joseph Kelly                 | 30 września 2006                                   |
| 6  | World’s Tiniest Heroes              | Franck Michel | Joshua Fine                  | 21 października 2006                               |
| 7  | Zoned Out                           | Franck Michel | Bob Forward                  | 28 października 2006                               |
| 8  | De-Mole-Ition                       | Franck Michel | Bob Forward                  | 4 listopada 2006                                   |
| 9  | Doomsday Plus One                   | Franck Michel | Bob Forward                  | 27 kwietnia 2007                                   |
| 10 | Imperius Rex                        | Franck Michel | Len Uhley                    | 9 czerwca 2007                                     |
| 11 | Strings                             | Franck Michel | Joshua Fine                  | 9 czerwca 2007                                     |
| 12 | The Cure                            | Franck Michel | Christopher Yost             | 9 czerwca 2007                                     |
| 13 | Puppet Master                       | Franck Michel | Rob Loos, George Taweel      | 16 czerwca 2007                                    |
| 14 | Impossible                          | Franck Michel | Rob Loos, George Taweel      | 23 czerwca 2007                                    |
| 15 | Shell Games                         | Franck Michel | Rob Hoegee                   | 23 czerwca 2007                                    |
| 16 | Bait and Switch                     | Franck Michel | Bob Forward                  | 30 czerwca 2007                                    |
| 17 | Annihilation                        | Franck Michel | Christopher Yost             | 14 lipca 2007                                      |
| 18 | Revenge of the Skrulls              | Franck Michel | Bob Forward                  | 11 sierpnia 2007                                   |
| 19 | Frightful                           | Franck Michel | Len Uhley                    | 18 sierpnia 2007                                   |
| 20 | Atlantis Attacks                    | Franck Michel | Bob Forward                  | 1 września 2007                                    |
| 21 | Out of Time                         | Franck Michel | Joshua Fine                  | 15 września 2007                                   |
| 22 | Johnny Storm and the Potion of Fire | Franck Michel | Len Uhley                    | 13 października 2007                               |
| 23 | Contest of Champions                | Franck Michel | Joshua Fine                  | 20 października 2007                               |
| 24 | Molehattan                          | Franck Michel | Chris Hicks, Francis Lombard | 4 września 2009                                    |
| 25 | Doom’s Word Is Law                  | Franck Michel | Paul Giacoppo                | 24 lutego 2010                                     |
| 26 | Scavenger Hunt                      | Franck Michel | Christopher Yost, Craig Kyle | 25 lutego 2010                                     |

## Produkcja
W lipcu 2005 roku poinformowano, że przygotowywany jest nowy serial animowany o Fantastycznej Czwórce. W listopadzie wyjawiono, że serial wyprodukuje Marvel Studios i MoonScoop Group przy współpracy z francuską stacją telewizyjną M6 i europejskim oddziałem Cartoon Network. 
Głównym scenarzystą serialu został Christopher Yost, który razem z Craigiem Kyle’em stworzył serial. W zespole scenarzystów Yosta znaleźli się: Kyle, Paul Giacoppo, Chris Hicks, Francis Lombard, Rob Hoegee, Len Uhley, Joseph Kelly, Joshua Fine, Rob Loos, George Taweel i Bob Forward. Producentami wykonawczymi zostali Avi Arad, Christophe Di Sabatino, Benoit Di Sabatino, Nicolas Atlan, Craig Kyle, Eric S. Rollman, Stan Lee, Suzanne Berman i Daniel Lennard. Cartoon Network stał się podmiotem odpowiedzialnym za wyemitowanie dwudziestu sześciu zamówionych odcinków we wszystkich krajach, gdzie jest dostępny.
Pod koniec sierpnia 2006 roku ujawniono, że w serialu głosów użyczą: Hiro Kanagawa jako Mister Fantastic, Lara Gilchrist jako Invisible Woman, Christopher Jacot jako Human Torch, Brian Dobson jako The Thing, Paul Dobson jako Doctor Doom i Mole Man, Sam Vincent jako H.E.R.B.I.E., Laura Drummond jako Courtney Bonner-Davis, Sunita Prasad jako Alicia Masters oraz Alvin Sanders jako Puppet Master.